# Констанций Гал
Флавий Клавдий Констанций Младши Цезар (Констанций Гал), е римски цезар (младши съимператор) през 351-354 г. по времето на Констанций II.
Той е син на Гала и Юлий Констанций, полубрат на Константин Велики. Гал е полубрат на Юлиан Апостат, братовчед на императорите Константин II, Констанс и Констанций II.
След смъртта на Константин Велики през 337 г. властта поемат тримата му синове от втория му брак, а повечето му роднини от мъжки пол са обвинени в заговор и избити, като всъщност освен синовете на Константин оцеляват само Гал и Юлиан, все още твърде млади за да бъдат заплаха за трона. Те са отглеждани под охрана в едно имение в Кападокия.
През март 351 г. император Констанций II, ангажиран с война срещу узурпатора Магненций на запад, споделя властта със своя 25-годишен братовчед Гал, сгодява го със сестра си Константина, дава му ранг цезар и му поверява управлението на източните провинции със седалище Антиохия.
Докато Гал е цезар, в Палестина избухва въстание на евреите, което е потушено от военачалника Урсицин. Прекратени са бунтовете на исаврийците в Киликия.
Млад и неопитен, Гал се намирал под влиянието на своята по-възрастна братовчедка и съпруга Константина, която го подтиквала към своеволни и насилствени действия. Постепенно управлението на Гал и Константина се превръща в своеволна тирания, което накарало техните подчинени да се оплачат на император Констанций II. Той извикал Гал в резиденцията си в Милано, но по пътя бил арестуван по обвинение в заговор, изпратен в тъмница, изтезаван и умъртвен (декември 354 г.).